# 1968 au Maroc
Chronologie du Maroc
- 1964
- 1965
- 1966
- 1967
- 1968
- 1969
- 1970
- 1971
- 1972

Cet article présente les faits marquants de l'année 1968 au Maroc ou relatifs au Maroc.

## Événements
- 3 mars : Hassan II, insiste sur l'importance de l'instruction religieuse dans son discours du trône[1].
- 16, 17 et 18 mars : Oum Kalthoum donne trois concerts au théâtre Mohammed V  à Rabat[1].
- 25 juin : l'Opinion, journal de l’Istiqlal est de nouveau saisi[1].

## Sports
- Le Championnat d'Afrique masculin de basket-ball 1968 est la deuxième édition du championnat d'Afrique des nations. Elle s'est déroulée du 29 mars au 6 avril 1968 à Casablanca au Maroc. Le Sénégal remporte son premier titre et se qualifie en compagnie du Maroc pour les Jeux olympiques de Mexico.
- La Coupe du Maroc de football 1967-1968, également nommée Coupe du Trône est la douzième édition de la compétition.
- La Coupe du Maroc de football 1968-1969, également nommée Coupe du Trône est la treizième édition de la compétition.
- La Saison 1967-1968 des FAR de Rabat est la dixième de l'histoire du club. Cette saison débute alors que les militaires avait remporté le championnat de la saison dernière. Le club est par ailleurs engagé en coupe du Trône, aussi pour la première fois de leur histoire et d'un club marocain en coupe d'Afrique des clubs champions.
- La Saison 1968-1969 des FAR de Rabat est la onzième de l'histoire du club. Cette saison débute alors que les militaires avaient remporté le championnat de la saison dernière. Le club est par ailleurs engagé en coupe du Trône. Finalement, les FAR de Rabat sont éliminés en seizièmes de finale de la coupe du Trône et remportent le championnat.